# Short Cuts
Short Cuts ist ein US-amerikanischer Film des Regisseurs Robert Altman aus dem Jahr 1993. Das Drehbuch ist auf der Grundlage mehrerer Erzählungen von Raymond Carver entstanden.

## Inhalt
Short Cuts erzählt Episoden aus dem Leben einer Reihe von in Los Angeles lebenden Personen. Unter anderem werden Beziehungsprobleme, die unglamouröse Wirklichkeit des Telefonsex sowie der Fund einer Wasserleiche dargestellt.
Die einzelnen, lose miteinander verbundenen Handlungsstränge entwickeln ein komplexes Geflecht – eine Haupthandlung im klassischen Sinne gibt es nicht. Zwei Ereignisse verbinden alle Stränge: Ein Hubschrauberflug über Los Angeles zu Beginn des Filmes sowie ein Erdbeben an dessen Ende.

## Kritik
Short Cuts ist weltweit von der Kritik mit Begeisterung aufgenommen worden. Gerühmt wurde insbesondere die Gesamtleistung einer sehr großen Darstellerriege. Dem gesamten Darstellerstab sind Spezialpreise der Internationalen Filmfestspiele von Venedig sowie des Golden Globe zuerkannt worden. Robert Altman gilt als Begründer  dieser so genannten multi character form, die im Gegensatz zur konventionellen Trennung in Haupt- und Nebenrollen auf die Leistung eines Ensembles setzt, aus dem keine einzelnen Schauspieler hervorragen.

„Regie-Altmeister Robert Altman führt hier Durchschnitts-Menschen mit allen Sehnsüchten und Frustrationen vor. Er taucht mit der Kamera in die Metropole Los Angeles ein und zeigt Augenblicke aus dem Leben unterschiedlichster Personen. Kunstvoll verschlungene Episoden fügen sich zu einem apokalyptischen Monumentalgemälde, ein südkalifornisches Sittenbild vom Ende des 20. Jahrhunderts. Der brillanten Regie verleiht ein herausragender Reigen prominenter Darsteller zusätzlichen Reiz.“

„Eine Vielzahl von episodischen Einblicken in das Leben kalifornischer Paare formt sich in äußerst kunstvoller Verflechtung zum satirischen, beunruhigenden Porträt einer Gesellschaft ohne Verantwortlichkeit, Scham und Intimität. Robert Altman knüpft an stilistische Elemente und die distanzierte Betrachtung seines Films ‚Nashville‘ an und liefert, unterstützt von einem ebenso prominenten wie überzeugenden Schauspielerensemble, eine pessimistische Bestandsaufnahme der frühen 90er Jahre.“

## Auszeichnungen
- 1993: Filmfestspiele von Venedig: Goldener Löwe für den besten Film sowie Coppa Volpi für die beste Ensembleleistung
- 1994: Oscar-Nominierung in der Kategorie Beste Regie
- 1994: Golden Globe – Spezialpreis für die beste Ensembleleistung
- 1994: Independent Spirit Awards in den Kategorien Beste Regie, Bester Featurefilm, Bestes Drehbuch. Außerdem nominiert in der Kategorie Beste Nebendarstellerin (Julianne Moore)
- 1994: National Society of Film Critics Award in der Kategorie Beste Nebendarstellerin (Madeleine Stowe)
- 1995: Bodil-Award für den besten amerikanischen Film
- 1995: César-Nominierung in der Kategorie Bester ausländischer Film